# Andreas Katsulas
Andrew Constantine Katsulas (ur. 18 maja 1946 w Saint Louis, zm. 13 lutego 2006 w Los Angeles) – amerykański aktor.

## Życiorys
Urodził się w Saint Louis w Missouri w robotniczej rodzinie pochodzenia greckiego jako syn Bessie (z domu Franges) i Pete K. Katsulasa. Zdobył tytuł bakalaureata na wydziale teatralnym na Uniwersytecie St. Louis. W 1969 uzyskał tytuł magistra sztyki na wydziale teatralnym na Uniwersytecie Indiana. Rozpoczął karierę aktorską, która zabrała go z południowoamerykańskich dzielnic do Lincoln Center. W latach 1971–1986 występował razem z międzynarodową grupą teatralną Petera Brooka. 
W 1982 został obsadzony w roli Luciena Goffa w operze mydlanej CBS Guiding Light. W serialu Star Trek: Następne pokolenie (1989–94) wystąpił w roli komandora Tomalaka. W dreszczowcu Andrew Davisa Ścigany (1993) z Harrisonem Fordem zagrał jednorękiego złoczyńcę Fredricka Sykesa. W serialu Babilon 5 (1994–98) był ambasadorem G'Karem.
Zmarł 13 lutego 2006 w wieku 59 lat na raka płuc spowodowanym wieloletnim paleniem papierosów. Miał żonę Gillę Nissan i dwoje dzieci z poprzedniego małżeństwa, Michaela i Katherine.

## Wybrana filmografia
- 1981: Ragtime
- 1987: Sycylijczyk
- 1989: Prawo krwi
- 1989–1994: Star Trek: Następne pokolenie
- 1993: Ścigany
- 1999: Millennium
- 2002: Babilon 5
- 2003: Star Trek: Enterprise
- 2003: Nowojorscy gliniarze